# پانا ریتیکرای
پانا ریتیکرای (تای: กฤติยา ลาดพันนา;؛ ‏ ۱۷ فوریهٔ ۱۹۶۱ – ۲۰ ژوئیهٔ ۲۰۱۴) کارگردان فیلم، فیلم‌نامه‌نویس، هنرپیشه، طراح رقص، تهیه‌کننده، طراح صحنه‌های رزمی و بدل‌کار اهل تایلند بود.